# Indienhornvogel

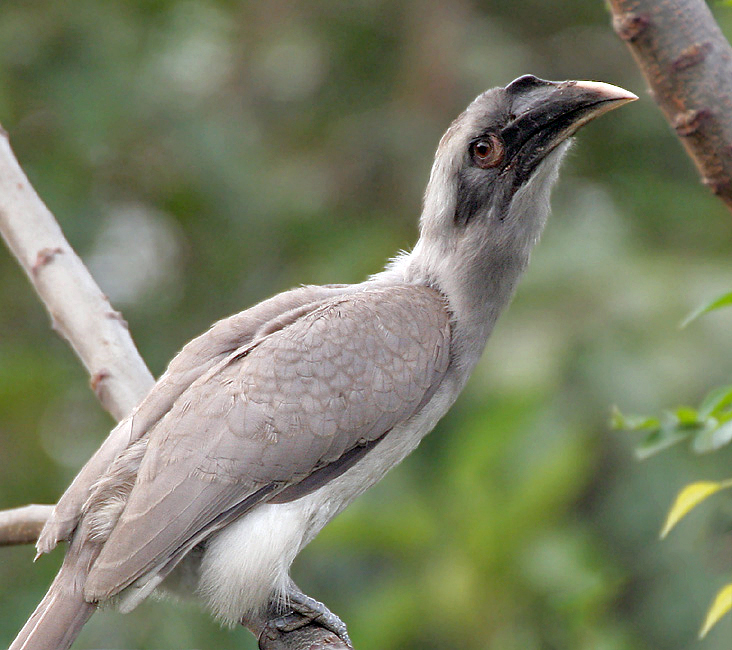
Vogel im Jugendkleid

Der Indienhornvogel (Ocyceros birostris) auch Keilschwanztoko ist eine Nashornvogelart, die große Teile des Indischen Subkontinents vom Fuß des Himalayas südwärts bewohnt.

## Beschreibung
Der Indienhornvogel gehört mit 50 cm Körperlänge zu den kleineren Nashornvögeln. Das Männchen wiegt 375 g und hat einen schwarzen Schnabel mit schmalem Aufsatz, dessen Vorderkante spitz vorragt. Schnabelspitze und vorderer Unterschnabel sind gelblich aufgehellt. Die nackte Haut um das Auge ist grau, die Iris ist rotbraun. Das Gefieder ist silbergrau und weiß, der lange Schwanz gestuft mit breiterer, schwärzlicher Subterminalbinde und weißlichen Spitzen. Die dunklen Schwingen tragen ebenfalls breite, weiße Spitzen. Das Weibchen ist kleiner mit weniger großem und kaum hervorragendem Schnabelaufsatz. Die Iris ist bräunlicher, die weißen Spitzen der Handschwingen fehlen. Vögel im Jugendkleid haben einen blassgelben Schnabel ohne Aufsatz und dunkelbraune bis schwarze Augen, die von einer orangen Hautpartie umgeben sind.

## Verbreitung und Bestand
Die Verbreitung des Indienhornvogels reicht vom Punjab im Nordosten Pakistans, dem südlichen Nepal und dem nordwestlichen Bangladesch südwärts über große Teile Indiens. Nur im Südwesten und an der Ostküste fehlt die Art. Sie ist nicht bedroht, weit verbreitet und in einer Reihe von Lebensräumen recht häufig. Sie zeigt sich als recht anpassungsfähig und ist auch in der Kulturlandschaft anzutreffen.

## Lebensweise
Der Indienhornvogel bewohnt Laubwälder sowie offene Baum- und Dornstrauchsavannen. Er ist vor allem dort anzutreffen, wo sich eingestreute Feigenbäume finden sowie in der Kulturlandschaft und in Gärten. Er ernährt sich überwiegend von kleinen Früchten und vor allem von Feigen. Außerdem werden gelegentlich Insekten, Eidechsen, Mäuse und Vogeljunge gefressen, seltener auch Blüten. Auf der Nahrungssuche fliegt er von Baum zu Baum, hüpft aber auch auf dem Boden herum oder jagt fliegend Insekten.
Über die Fortpflanzung ist wenig bekannt. Die Hauptlegezeit liegt im Februar oder zwischen Mai und Juni am Ende der Trockenzeit. Möglicherweise beteiligen sich weitere Männchen als Helfer am Brutgeschehen. Die Art nistet in natürlichen Baumhöhlen in 3–13 m Höhe, die mit Rindenstückchen ausgekleidet werden. Das Weibchen versiegelt den Eingang mit Fäkalien und Nahrungsresten sowie Schlamm, der vom Männchen herbeigebracht wird. Das Gelege besteht aus 2–5 Eiern, die nach 7–10 Tagen gelegt und mindestens 21 Tage lang bebrütet werden. Während des Brütens durchläuft das Weibchen eine Großgefiedermauser, verlässt die Höhle aber eine Woche vor dem Ausfliegen der Jungen. Diese werden nach mindestens 45 Tagen flügge.
Die Art ist meist Standvogel, streift aber gelegentlich umher, um fruchttragende Bäume ausfindig zu machen. Es können sich dann Trupps von bis zu 30 Vögeln bilden.
Nicht selten konkurriert die Art mit dem Halsbandsittich um Bruthöhlen, ist aber meist überlegen, frisst die Papageienbrut und wirft das Nistmaterial aus der Höhle.